# Засоби масової інформації Австралії
Засоби масової інформації (ЗМІ) Австралії є важливим компонентом економіки. Австралійські ЗМІ є добре розвиненими і обслуговують широкий спектр аудиторій. 99 % австралійських домогосподарок мають телевізор, всі сім'ї мають принаймні один радіоприймач. Медіа-галузь Австралії охоплює традиційні та цифрові формати, і в основному, обслуговує переважно англомовне населення.

## Характеристика медіасистеми Австралії
Австралія має ліберальну модель медіасистеми, так як і Велика Британія, США, та Ірландія. Об'єднувати в одну групу їх можна тільки за тими рисами, що справді є спільними. Наприклад, потужні системи суспільного телерадіомовлення Великої Британії і США(проте у цих країнах, як і у США, дуже велике місце посідають комерційні ЗМІ та орієнтація журналістики на неупереджене подання фактів, а не на коментарі).
Прикметною рисою ліберальної моделі є потужніший, ніж у всіх інших, захист свободи слова та невтручання держави у справи ЗМІ. Очевидні позитивні наслідки поєднуються тут і зі значущими негативними — зокрема, це недостатня захищеність приватної інформації (порівняно з країнами демократичного корпоративізму та Францією) та можливість маніпулювання громадською думкою на виборах через зловживання свободою преси.
ЗМІ в Австралії є важливим компонентом економіки. Австралійські ЗМІ широко доступні і обслуговують широкий спектр аудиторії. Дві медіа-компанії в Австралії фінансуються державою: Австралійська радіомовна корпорація (ABC) і Спеціальний радіомовний сервіс (SBS [Архівовано 21 вересня 2013 у Wayback Machine.]). Обидва надають безкоштовну трансляцію в ефірному телебаченні, радіо і в Інтернеті. Обидва належать австралійському уряду.

### Основні медіа-корпорації, агентства новин, каталоги
- The Australian Broadcasting Corporation [Архівовано 13 червня 1997 у Wayback Machine.]- державна компанія телерадіомовлення, побудована за схемою BBC (Great Britain). За рейтингом популярності стоїть після комерційних каналів — показує передачі менш популярні і більш «правильні»; компанія вважається «незалежною», оскільки повністю субсидується державою і не залежить від приватних власників, реклами і рекламодавців.
- NineMSN [Архівовано 24 вересня 2016 у Wayback Machine.] — корпорація належить наполовину Microsoft, наполовину і об'єднує провідні он-лайн сервіси (Hotmail, MSN Search і ін.) І дев'ятий канал телемовлення.
- PBL [Архівовано 24 вересня 2016 у Wayback Machine.] — Publishing & Broadcasting Limited, корпорація Джеймса Пекера (James Packer), що володіє повністю або на 50 % наступними ЗМІ: ecorp (NineMSN, Ticketek, eBay Australia & NZ, Charles Schwab Australia, Monster.com), Foxtel, Fox Sports, Sky News Australia, ACP (видає більше 65 журналів) і ін.
- Fairfax [Архівовано 24 вересня 2016 у Wayback Machine.] — корпорація Джона Фіафакса (John Fairfax), що володіє 43,4 % всіх засобів масової інформації.
- Herald & Weekly Times Ltd- є частиною The News Corporation Limited, яка контролюється Рупертом Мардаком (Rupert Murdoch). Herald & Weekly Times Ltd випускає газети Herald Sun, The Weekly Times, MX, The Australian, Sunday Telegraph і інші. The News Corporation Limited належать повністю або частково платні ТВ-канали Foxtel і FoxSports, лондонські газети Таймс (The Times), The Sun і ін.
- AAP (Australian Associated Press) [Архівовано 19 червня 2016 у Wayback Machine.] — головне агентство новин Австралії: новини в області зовнішньої і внутрішньої політики, фінансів, спорту та ін. Зараз належить чотирьом власникам: News Group, Fairfax Group, West Australian Newspapers і Harris Group
- Australian Media Facilities Directory [AMFD] — каталог ресурсів, що мають відношення до засобів масової інформації. Зручний пошук, величезна кількість класифікованої інформації з усіх галузей медіа.
- Australian Student Media, Inc. — Корпорація студентських медіа, фокусується на засобах масової інформації університетів і інститутів.
- Central Australian Aborigianal Media Association — асоціація засобів масової інформації аборигенів.

## Телебачення
Південний Уельс і Вікторія були представлені на телебаченні в 1956 році, а інші провінції північної території — до 1971 року. Кольоровий телевізор у Австралії з'явився в 1975 році.
На додаток, до громадських телерадіоорганізацій, які доступні практично всім населенням Австралії, існує три основні комерційні телевізійні мережі:

##### Network Ten
Network Ten або Channel Ten — один з великих австралійських телеканалів. Канал був заснований 1 серпня 1964 року. Телестанції каналу розташовані в п'яти найбільших містах Австралії: Сіднеї, Мельбурні, Брисбені, Аделаїді та Перті. Філії ж телекомпанії розташовані по всій території Австралії. Телеканал вважається третім найбільшим телеканалом Австралії, після Network Seven, Network Nine.

##### Network Seven
Seven Network, більш відомий як Channel Seven, — є австралійською комерційною телевізійною мережею, що належить Seven West Media Limited [Архівовано 4 вересня 2019 у Wayback Machine.]. Канал вперше почав трансляцію 4 листопада в 1956 році, коли були запущені перші станції на частоті VHF7 в Мельбурні, Вікторії і Сіднеї в Новому Південному Уельсі. Сьомий канал — один з п'яти каналів вільного мовлення в Австралії. З 2007 року Seven Network зайняла найвищий рейтинг переглядів у Австралії, випереджаючи Nine Network, Network Ten, ABC і SBS. У 2011 році мережа виграла всі 40 рейтингових тижнів по максимальній кількості телеглядачів. В даний час це друга за величиною телевізійна мережа в Австралії за цільовою аудиторією.

##### Network Nine
Nine Network, Channel Nine  — австралійський комерційний телеканал. Є одним з найбільших телеканалів Австралії поряд з Seven Network і Network Ten, ABC і SBS. В 2007 його головним конкурентом був канал Seven Network, який обійшов його за кількістю переглядів. На даний час канал Nine знову став працювати стабільно. Більшість австралійських заселених міст обслуговуються всіма трьома мережами.
Після гострих дебатів на початку 2000-х років над законопроєктом, який би зняв обмеження щодо володіння телевізійними каналами в іноземній власності, уряд Австралії вирішив зберегти обмеження щодо іноземної власності у Законі про мовлення 1992 року. Таким чином, Австралія продовжує забороняти іноземний контроль за ліцензією на мовлення та обмежує іноземну власність телерадіоорганізацій до 20 %. Уряд Говарда мав намір усунути цей закон коли-небудь у 2007 році, отримавши згоду парламенту на зміну законодавства у 2006 році; однак уряд Говарда був знятий з влади в 2007 році.

##### АВС1 та АВС2
АВС1 та АВС2 — головні інформаційні телеканали. АВС2 стартував у 2005 році, як новий канал для дітей (в програмі також є новини, огляди подій, документальні фільми, спортивні трансляції).

ABC News — цілодобовий канал, що пропонує прямі включення з подій, мікс із програм АВС, а також партнерів АВС: британської BBC, новозеландської TVNZ, японської NHK, та катарської Al Jazeera English [Архівовано 15 липня 2014 у Wayback Machine.]. Канал доступний онлайн або через безкоштовний інтернет-сервіс АВС IView, який, подібно телевізійному мережевому сервісу Iplayer британської телекомпанії BBC, є сервісом потокового відео з власним вбудованим відеоплеєром. Ця технологія була розроблена в самій Австралії місцевим технологічним підрозділом ABC. Вона забезпечує повноекранне відео з високою роздільною здатністю, але при цьому користувачі повинні мати доступ до високошвидкісного підключення.

Контент групи АВС, яка у 2012 році святкував 80 років з часу свого заснування. Дев'ять з десяти австралійців вважають, що АВС добре виконує свої функції та є важливою медіаслужбою країни. ABC займає головне місце в системі національних комунікацій, а зараз вже й в системі тихоокеанських комунікацій.

Два телеканали SBS пропонують багатомовну програму в залежності від регіону. Програма SBS One складається з випусків новин різними мовами та фільмів не англійською мовою. Тут також багато документалістики та спортивних програм. SBS Two, окрім оглядів міжнародних подій, пропонує програму орієнтовану на молоду аудиторію.

### Захист незалежності та підзвітність
ABC та SBS [Архівовано 1 липня 2016 у Wayback Machine.] функціонують на основі державних законодавчих актів, але при цьому є незалежними корпораціями, що укладають свої внутрішні нормативні акти та положення. Керування мовниками здійснюється відповідно до законів «Про Австралійську радіомовну корпорацію» 1983 року та закону «Про Спеціальну мовну службу» 1991 року.

Міністри та уряд можуть давати вказівки щодо програмного наповнення корпорацій лише у виняткових випадках. Так, стаття 78 Закону дозволяє давати вказівки Корпорації лише в разі висвітлення інформації чи події, що слугуватиме національним інтересам Австралії. Перед тим як міністр скерує вказівку корпорації, він має обґрунтувати таку директиву, подати її на розгляд до парламенту.

На чолі АВС та SBS стоїть рада директорів, що слідкує за належним виконанням мовником своїх суспільних функцій та пильнує за рівнем незалежності та чесності в роботі мовника, коректністю, об'єктивністю та збалансованістю новин та іншої інформації. До 2007 року директорів призначав генерал-губернатор Австралії на основі рекомендацій правлячої політичної сили. Така схема завжди викликала нарікання, бо вважалася політично-мотивованою. З приходом до влади Лейбористської партії було анонсовано план впровадження нової системи вибору директорів: на посади можуть подаватися всі громадяни Австралії з досвідом роботи у сферах, що забезпечують роботу мовника (теле- та радіомовлення, комунікації, менеджмент, фінансова сфера та ін.) та відповідають заявленим критеріям. Потім незалежна комісія обирає кращих кандидатів і подає сформований список уряду. З 2009 року кілька директорів було призначено саме в такій спосіб. Але законодавчо ця схема була закріплена лише в 2012 році, коли парламент прийняв відповідні зміни до основних законів. Також було відновлено процедуру вибору одного з директорів зі штату корпорацій. Мандат директора триває п'ять років з можливістю переобрання.
З початку 80-х років у АВС також працює Дорадча рада, 12 членів якої повинні допомагати Раді директорів у виробленні програмної політики, слідкувати за врахуванням інтересів максимального спектру соціально-демографічних груп населення.

Не останнє місце в структурі корпорації займає й відділ роботи з запитами та скаргами аудиторії та споживачів продуктів АВС. Він зобов'язаний розглянути кожну заяву, що надходить від глядачів чи слухачів та з'ясувати чи були порушені стандарти мовника. Якщо повідомлення не стосується питання дотримання стандартів, а є лише висловленням особистої незгоди чи несхвалення якихось змін в ефірі чи антипатії до ведучих, воно теж приймається до розгляду. Кожне повідомлення, що приходить на електрону пошту чи звичайним листом реєструється та класифікується. Щоквартально на сайті АВС з'являється статистичний звіт з розгляду повідомлень від аудиторії, щомісяця публікуються відповіді на розглянуті скарги.

##### Pay TV (Платне телебачення)
Близько 25 % австралійських домогосподарств мали доступ платного телебачення наприкінці 2005 року. Основним постачальником є Foxtel в регіональних і сільських районах, які пропонують майже всі австралійські канали через кабельне і супутникове телебачення в містах, і в основному одні й ті ж канали пропонуються Foxtel через супутникове телебачення (переважно) у міських регіонах.
Існує кілька невеликих конкурентів, які пропонують безліч каналів — Fetch TV (на ринку з 2010 р.) з абонентським обслуговуванням протягом декількох ADSL2 + мереж, і Transact з телевізором через свої власні VDSL, VDSL2 і FTTP / FTTH мережі в Канберрі і її околиці Cable. Інші постачальники інтернет-телебачення в Австралії пропонують безкоштовний вміст або PPV, але не пропонують продукт підписки. UBI World TV пропонує ряд етнічного супутникового телебачення і радіо каналів по всій країні, а також інші невеликі компанії пропонують кілька каналів через супутник, особливо іноземні.

## Радіо
Перші регулярні радіостанції Австралії беруть початок 13 листопада 1923 року. Станція 2SB (пізніше стала 2BL) в Сіднеї розпочала трансляцію в 1932 році. Радіолокаційна станція Talkback радіо вперше була трансльована з 3AW в Мельбурні, в 1967 році. ABC почав експериментувати з FM-станціями у 1960-х роках, але тільки до липня 1980 року перша FM-станція почала повну роботу. Перший вийшов 3EON в Мельбурні. В даний час налічується 274 оперативних комерційних пункти (фінансуються за допомогою реклами) та 341 громад (публічно фінансуються) радіостанції.
Перша радіопередача в країні почалася 13 листопада 1923 на станції 2SB (згодом 2BL) в Сіднеї.
В даний час працюють 274 комерційних радіостанцій (за рахунок реклами) і 341 громадські (фінансуються державою).

###### ABC NewsRadio
ABC NewsRadio [Архівовано 22 червня 2016 у Wayback Machine.] це 24-годинна служба новин радіо. Доступне на ряді передач по всій Австралії, в тому числі AM / FM-радіо, онлайн.
ABC NewsRadio працює в галузі фінансів, науки та ІТ-звітів, а також розширених звітів від місцевих і міжнародних джерел новин АВС. NewsRadio також ретранслює міжнародні програми з BBC, DW-радіо, радіо Нідерландів. На AM і FM-радіо, NewsRadio також транслює Австралійської футбольної ліги матчі у вихідні в Новому Південному Уельсі і Квінсленді.
З вересня 2001 року, почалося транслювання потокового аудіо в Інтернеті. 2009 році окремий стандарт і парламентські канали були запущені на цифрового наземного (DAB +) радіо в столицях штатів.

###### 702 ABC Sydney
702 ABC Sydney [Архівовано 27 червня 2016 у Wayback Machine.] — радіостанція ABC в Сіднеї, Австралія. Це флагман станції в мережі ABC [Архівовано 27 червня 2016 у Wayback Machine.] місцевих радіо і віщає на 702 кГц на циферблаті AM. Станція передає з потужністю 50000 Вт (максимально допустимий рівень у Австралії) з сайту в 30 кілометрах на захід від Сіднея.

###### Radio Network Australian
Radio Network Australian є групою комерційних радіостанцій по всій Австралії.
Спочатку ARN було спільним підприємством австралійського медіа-конгломерату APN News & ЗМІ і США радіокомпанії iHeartMedia (раніше Clear Channel Communications). 19 лютого 2014 було повідомлено, що APN News & Медіа домовилися про купівлю 50 % акцій Clear Channel, що знаходиться в радіо мережі Australian. Network Radio тепер повністю належить APN. Компанія продовжує працювати австралійської версії iHeartRadio.

###### ABC Classic FM
ABC Classic FM це радіостанція класичної музики, доступна в Австралії, і на міжнародному рівні в Інтернеті, керує австралійська корпорації (ABC). ABC Classic FM була створена в 1976 році як «ABC-FM», а потім була відома як «ABC Fine Music».
SBS Radio — найбільш багатомовна радіомережа у світі. Для неангломовної аудиторії (а це приблизно 3 млн слухачів)  створюються програми 68 мовами. Серед підрозділів SBS Radio є й Українське радіомовлення в Австралії, основним принципом роботи якого є громадська функція, а метою — передача правдивої, своєчасної та суспільно-значимої інформації.

## Друковані видання

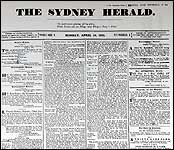
Шпальта «Сідні геральд», від 18 квітня 1831 року

Є 2 національні та 10 державних територіальних щоденних газет, 37 регіональних газет та 470 інших регіональних та приміських газет. Всі основні газети лежить News Limited, дочірній компанії News Corporation або Fairfax Media. Національна щоденна газета — австралійська. Також з загальнонаціональним тиражем — The Australian Financial Review — найвизначніша фінансова газета. Знаменитими газетами та новинами є: News.com.au (News Corp Australia), abc.net.au (ABC Online), The Age, au.yahoo.com (Yahoo! 7), sbs.com.au (Special Broadcasting Сервіс), Crikey, smh.com.au (The Sydney Morning Herald), The Daily Telegraph (Сідней), Herald Sun (Мельбурн), Ninemsn, theguardian.com/au (Guardian Australia) та New Matilda.

### Газети
Найвідоміші і найважливіші газети в Австралії:
- Herald Sun [Архівовано 5 липня 2008 у Wayback Machine.] (EN)
- Mercury [Архівовано 11 червня 2016 у Wayback Machine.] (EN)
- Neos Kosmos: Greek Australian news [Архівовано 2 липня 2016 у Wayback Machine.]
- The Advertiser [Архівовано 8 лютого 2022 у Wayback Machine.] (EN)
- The Age [Архівовано 10 лютого 2008 у WebCite](EN)
- The Australian [Архівовано 23 квітня 2021 у Wayback Machine.] (EN)
- The Courier-Mail [Архівовано 23 червня 2016 у Wayback Machine.] (EN)
- The Daily Telegraph [Архівовано 14 квітня 2021 у Wayback Machine.] (EN)
- The Guardian Australia [Архівовано 23 червня 2016 у Wayback Machine.] — latest news, comment, reviews.
- The Sydney Morning Herald [Архівовано 6 січня 2019 у Wayback Machine.] (EN)
- The West Australian (EN)
- WA Business News [Архівовано 10 червня 2016 у Wayback Machine.] (EN)

#### Herald Sun
Найбільший газетою в Австралії Herald Sun з тиражем більше 500.000 примірників. Herald Sun, або «Ранковий вісник» — ранковий таблоїд, що виходить в Мельбурні, Австралія. Її видавцем є корпорація, яка є частиною компанії News Limited і належить медійному магнату Руперту Мердоку. Газета надходить у продаж в основному в Мельбурні, а також в інших містах штату Вікторія. Основу її статей складають матеріали, що належать News Limited, які також виходять в інших австралійських газетах, що належать корпорації.
Herald Sun є найбільш популярною газетою Австралії, її тижневий тираж складає 551 100 примірників, а кількість читачів оцінюється приблизно в 1,5 млн чоловік.

#### Neos Kosmos: Greek Australian news[Архівовано2 липня 2016 уWayback Machine.]
Neos Kosmos: Greek Australian news — великотиражованна Грецька газета Австралії і за всіма ознаками найбільша і найбільш впливова грецька публікація за межами Греції. Neos Kosmos розвивалася у відповідь на масову міграцію греків в Австралію наприкінці 1950-х. Це забезпечило міст між Батьківщиною мігрантів і їх поселенням в Австралії. Через урядову байдужість та економічну кризу 1961 року офіс Neos Kosmos виступав у ролі соціального забезпечення грецьких емігрантів. Важливо відзначити, Neos Kosmos була першою газетою в Австралії, що виступала за права. Це стало важливим аргументом у дискусії про створення мультикультурного нації.
До початку 1970-х років Neos Kosmos зарекомендував себе як де-факто голос грецької громади. Вона продовжувала відігравати активну роль якості члена комітету за самовизначенням Кіпру і для відновлення демократії в Греції.
Neos Kosmos залишається головним джерелом інформації та обміну новинами та коментарями для грецької громади і в ХХІст.
У травні 2009 року був запущений вебсайт в www.neoskosmos.com з великим розширенням контенту пропозицій в англійською та грецькою мовами.

#### The Age
The Age — газета видається в Мельбурні, по тиражу газета займає друге місце після The Sydney Morning Herald, також належить Fairfax і слідує тій же схемі: новини, огляди за освітою, бізнесом, IT та ін. Певний день тижня присвячений одній з цих тем, також містить оголошення про роботу, нерухомість, авто тощо.

#### The Australian
The Australian [Архівовано 23 квітня 2021 у Wayback Machine.] — щоденна загальноавстралійська газета, за популярністю поступається The Age, The Sydney Morning Herald або Herald Sun. Містить новини, в тому числі у сферах IT, освіти, статті, огляди.

#### The Sydney Morning Herald (SMH)
The Sydney Morning Herald (SMH) — щоденна газета у форматі таблоїда, яку публікує видавництвом Fairfax Media в Сіднеї (Австралія). Заснована в 1831 році з назвою Sydney Herald (укр. Сідней геральд), The Sydney Morning Herald є однією з найстаріших газет, що безперервно видається в Австралії. Газета видається по буднях і в суботу. Недільний випуск газети називається The Sun-Herald. Придбати газету можна в торгових точках в Сіднеї, Новому Південному Уельсі, Канберрі, Південно-східному Квінсленді (Брисбен, Голд-Кост і Саншайн-Кост).
The Sydney Morning Herald підтримувала австралійську лейбористську партію тричі: на парламентських виборах 1961 року на парламентських виборах 1984 року і на виборах в штатах в 2003 році.
В ході виборчої кампанії 2004 року в газеті з'явилося повідомлення про те, що The Sydney Morning Herald «більше не підтримувала жодну партію в ході виборчої кампанії». Після цього The Sydney Morning Herald підтримала консервативну коаліцію на виборах в Новому Південному Уельсі в 2007 році, і підтримала лейбористів на парламентської виборах 2007 року і 2010.
У XXI столітті газета брала участь в організації політичних кампаній, у тому числі «Кампанії за Сідней» (планування та транспорт) і «Година Землі» (довкілля).

## Журналістська освіта
Журналістику в Австралії можна вивчати в різних куточках материка — не обов'язково їхати до столиці, щоби здобути якісну освіту. Тож залежно від регіону журналістські дисципліни викладають у таких університетах: Бонд Університет [Архівовано 8 травня 2016 у Wayback Machine.], Університет Чарльза Стюарта [Архівовано 16 квітня 2016 у Wayback Machine.], Університет Гріффіта, Університет Джеймса Кука [Архівовано 23 травня 2016 у Wayback Machine.], Ля Троб Університет, Коледж Макклея, Університет Монаша, Університет Мердока [Архівовано 9 червня 2016 у Wayback Machine.], Технологічний університет Квінсленда, Технологічний університет Свінбурна, Університет Канберри, Університет Південної Австралії, Технологічний університет Сіднея, Університет Вуллонгонг, Саншайн Коаст Університет, Королівський технологічний університет у Мельбурні.
Для всіх вступників спеціальності «Комунікації» (а їх щороку близько 200) спільним є major у журналістиці (major — основна сфера академічних зацікавлень студента), а ось minor (додаткова) можна обирати самому: медіапродакшн, креативне письмо. Також можна брати supmajor — у Джемми він був із кіновиробництва.
В університетах більшість проєктів кожен робить сам — сюжети, тексти, радіопрограми, проте трапляються і групові роботи. Зокрема, одним із завдань було запустити вебсайт із текстами, відео та аудіороботами. Викладачі ацентують увагу на обов'язковій публікації матеріалів, зроблених під час навчання.